# Hadithadam

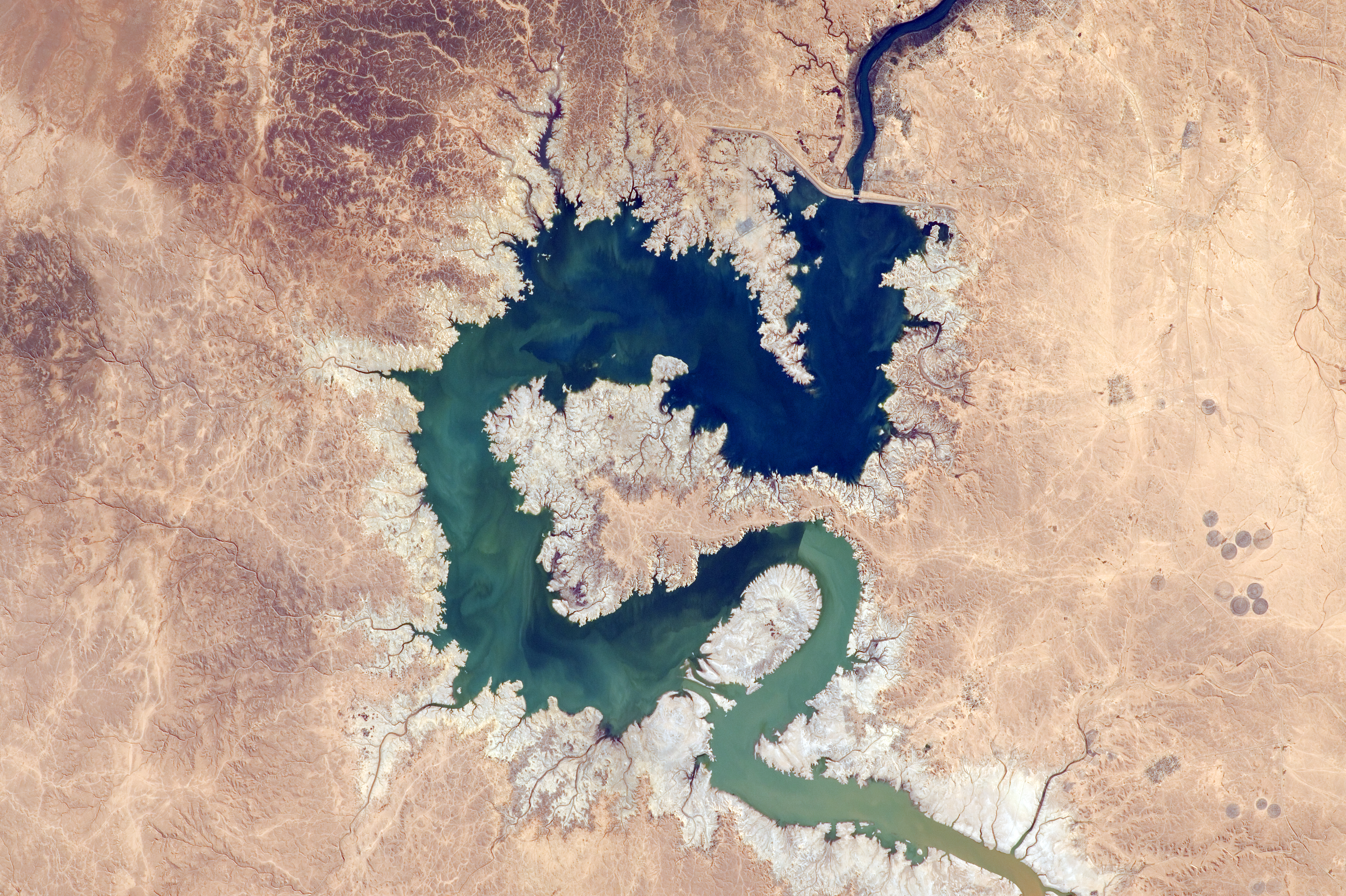
Satellietfoto van het Qadisiyyah-meer

De Hadithadam (Arabisch: سد حديثة) of Qadisiyadam is een stuwdam in de Eufraat, ten noorden van Haditha (Irak). Het stuwmeer wordt het Qadisiyameer (Arabisch: Buhayrat al-Qadisiyyah) genoemd. De dam is 9 kilometer lang en 57 meter hoog. De dam genereert hydro-elektrische energie, reguleert de watertoevoer van de Eufraat en levert water voor irrigatie aan. Het de op een na grootste waterkrachtcentrale van Irak, na de Mosuldam.